# Colonia la Luz
Colonia la Luz är en ort i Mexiko.   Den ligger i kommunen Villa de Arriaga och delstaten San Luis Potosí, i den centrala delen av landet, 400 km nordväst om huvudstaden Mexico City. Colonia la Luz ligger 2 200 meter över havet och antalet invånare är 172.
Terrängen runt Colonia la Luz är huvudsakligen platt, men österut är den kuperad. Runt Colonia la Luz är det ganska glesbefolkat, med 31 invånare per kvadratkilometer. Närmaste större samhälle är Ojuelos de Jalisco, 18,0 km väster om Colonia la Luz. Omgivningarna runt Colonia la Luz är i huvudsak ett öppet busklandskap.